# Gujana na Letnich Igrzyskach Olimpijskich 1988
Gujanę na Letnich Igrzyskach Olimpijskich 1988 reprezentowało 8 zawodników, 7 mężczyzn i 1 kobieta.

## Skład kadry

### Boks

#### Mężczyźni
| Zawodnik            | Konkurencja          | 1/32 finału                         | 1/16 finału                             | 1/8 finału                      | Ćwierćfinały     | Półfinały        | Finał            | Pozycja | Źródło |
| Zawodnik            | Konkurencja          | Przeciwnik Wynik                    | Przeciwnik Wynik                        | Przeciwnik Wynik                | Przeciwnik Wynik | Przeciwnik Wynik | Przeciwnik Wynik | Pozycja | Źródło |
| ------------------- | -------------------- | ----------------------------------- | --------------------------------------- | ------------------------------- | ---------------- | ---------------- | ---------------- | ------- | ------ |
| Colin Moore         | Waga papierowa       | BYE                                 | R. Isaszegi Porażka - decyzja (0-5)     | NQ                              | NQ               | NQ               | NQ               | 17-31.  | [ 1 ]  |
| Adrian Carew-Dodson | Waga lekkopółśrednia | B. El-Masri Wygrana - decyzja (5-0) | V. Dobrašinović Wygrana - decyzja (4-1) | R. Gies Porażka - decyzja (2-3) | NQ               | NQ               | NQ               | 9-16.   | [ 2 ]  |
| George Allison      | Waga lekkośrednia    | BYE                                 | R. Rivera Porażka - decyzja (0-5)       | NQ                              | NQ               | NQ               | NQ               | 17-31.  | [ 3 ]  |

### Kolarstwo

#### Konkurencje szosowe

##### Mężczyźni
| Zawodnik    | Konkurencja                             | Czas | Pozycja | Źródło |
| ----------- | --------------------------------------- | ---- | ------- | ------ |
| Byron James | Wyścig indywidualny ze startu wspólnego | DNF  | DNF     | [ 4 ]  |

#### Konkurencje torowe

##### Mężczyźni
| Zawodnik     | Konkurencja | Eliminacje | Eliminacje | 1/16 finału                | Baraże o 1/8 finału               | 1/8 finału       | Baraże o ćwierćfinały | Ćwierćfinały     | O miejsca 5-8    | Półfinały        | Finał A/B        | Pozycja          | Źródło |
| Zawodnik     | Konkurencja | Czas       | Pozycja    | Przeciwnik Wynik           | Przeciwnik Wynik                  | Przeciwnik Wynik | Przeciwnik Wynik      | Przeciwnik Wynik | Przeciwnik Wynik | Przeciwnik Wynik | Przeciwnik Wynik | Pozycja          | Źródło |
| ------------ | ----------- | ---------- | ---------- | -------------------------- | --------------------------------- | ---------------- | --------------------- | ---------------- | ---------------- | ---------------- | ---------------- | ---------------- | ------ |
| Colin Abrams | Sprint      | 11.815     | 21. (Q)    | K. Carpenter A. Faccini 3. | N. M. Pons F. Weber B. Becerra 4. | NQ               | NQ                    | NQ               | NQ               | NQ               | NQ               | Nieklasyfikowany | [ 5 ]  |

### Lekkoatletyka

#### Konkurencje biegowe

##### Kobiety
| Zawodnik         | Konkurencja | Eliminacje | Eliminacje | Ćwierćfinały | Ćwierćfinały | Półfinał | Półfinał | Finał | Finał   | Źródło |
| Zawodnik         | Konkurencja | Czas       | Pozycja    | Czas         | Pozycja      | Czas     | Pozycja  | Czas  | Pozycja | Źródło |
| ---------------- | ----------- | ---------- | ---------- | ------------ | ------------ | -------- | -------- | ----- | ------- | ------ |
| Marilyn Dewarder | 400 m       | 54.76      | 5.         | NQ           | NQ           | NQ       | NQ       | NQ    | NQ      | [ 6 ]  |

##### Mężczyźni
| Zawodnik       | Konkurencja | Eliminacje | Eliminacje | Ćwierćfinały | Ćwierćfinały | Półfinał | Półfinał | Finał | Finał   | Źródło |
| Zawodnik       | Konkurencja | Czas       | Pozycja    | Czas         | Pozycja      | Czas     | Pozycja  | Czas  | Pozycja | Źródło |
| -------------- | ----------- | ---------- | ---------- | ------------ | ------------ | -------- | -------- | ----- | ------- | ------ |
| Oslen Barr     | 800 m       | 1:55.95    | 7.         | NQ           | NQ           | NQ       | NQ       | NQ    | NQ      | [ 7 ]  |
| Curt Hampstead | 110 m ppl   | 14.88      | 6.         | NQ           | NQ           | NQ       | NQ       | NQ    | NQ      | [ 8 ]  |